# Betapet
Betapet är en Internetbaserad version av sällskapsspelet Scrabble. Namnet syftar på det namn som Scrabble tidigare såldes under i Sverige, Alfapet.
Webbplatsen blev officiell i början på 2004. Utvecklingen påbörjades som reaktion mot att Ordspel blev avgiftsbelagt; således var det ett uttalat mål att Betapet alltid ska vara gratis. I november 2007 hade sajten över 250 000 medlemmar och kapacitet för 2 340 spelare vid varje tillfälle.
Förutom live-chat i varje spelrum så återfinns ett gäng administratörer, funktionärer och spelare i IRC-kanalen #betapet på EFnet. Sajten och dess forum modereras av frivilliga spelvärdar och forumvärdar som hjälper nybörjare och stänger av medlemmar som stör ordningen.
Betapetklienten är gjord i Flash och serverdelen är skriven i C (tidigare Java).

## Ranking
Som ny medlem på webbplatsen får man ett användarkonto med en rating på 1000 poäng. Vid vunnen match får man i allmänhet pluspoäng och vid förlorad får man minuspoäng. Man kan dock få minus- och pluspoäng för olika slutscenarion. Om man exempelvis förlorar med knapp marginal mot en person med avsevärt högre rating har man spelat bättre än förväntat, och får därför pluspoäng. Man kan också spela en s.k. orankad match där man varken kan få plus- eller minuspoäng. Den person som har högst rating är ledare av poängligan.

## Bräden och tempo
Man spelar på ett Scrabble-bräde med 15x15 rutor. Det finns tre varianter av brädet: Klassisk som från början var den klassiska Scrabbleplanen men som 2012-03-04 till mångas besvikelse byttes ut mot en egen variant där även brickuppsättningen skiljer en aning, Special som är en specialplan med fler bonusrutor, samt Slumpad, där bonusrutorna placeras ut slumpvis på brädet. På den slumpade planen kan ibland bonusrutorna hamna väldigt tätt nära varandra, där kombinerade bonusrutor för ett utlägg kan ge stora fördelar för den som spelar strategiskt och/eller har turen på sin sida.
Vanligtvis spelas en match under tidsbegränsning. Beroende på hur mycket betänketid man vill ha kan man välja mellan Normal (60 minuter), Snabb (30 minuter), Stress (20 minuter), Hets (12 minuter), Panik! (6 minuter) och Obegränsad. Betänketiden mellan spelarnas drag bestäms av vilket matchtempo man väljer. Varje spelare i matchen har totalt högst 5 minuter (2 för Panik!) övertid innan spelet avbryts. Övertid leder vid matchens slut till ett poängavdrag som beror på förbrukad tid och valt tempo.

## Bokstavsbrickor
Betapet använder ungefär samma antal brickor och samma poängsystem som spelet Scrabble. Under en spelomgång används 100 bokstavsbrickor; av dessa är två blanka och fungerar som jokrar, vilket innebär att spelaren själv väljer vilken bokstav de ska representera. Brickor och poäng fördelas enligt följande: 
| Bokstav | Antal | Poäng |
| ------- | ----- | ----- |
| A       | 9     | 1     |
| B       | 2     | 4     |
| C       | 1     | 8     |
| D       | 5     | 2     |
| E       | 8     | 1     |
| F       | 2     | 4     |
| G       | 3     | 2     |
| H       | 2     | 3     |
| I       | 5     | 2     |
| J       | 1     | 7     |
| K       | 3     | 3     |
| L       | 5     | 2     |
| M       | 3     | 3     |
| N       | 5     | 1     |
| O       | 5     | 2     |
| P       | 2     | 3     |
| R       | 7     | 1     |
| S       | 8     | 1     |
| T       | 8     | 1     |
| U       | 3     | 4     |
| V       | 2     | 3     |
| X       | 1     | 8     |
| Y       | 1     | 7     |
| Z       | 1     | 10    |
| Å       | 2     | 4     |
| Ä       | 2     | 4     |
| Ö       | 2     | 4     |
| *Joker  | 2     | 0     |

Varje spelar börjar med sju brickor. När en spelare lyckas lägga ut alla sju brickorna på en gång kallas det att man utför en rullning. Brickorna måste inte bilda ett ord på sju bokstäver utan man får bygga vidare på redan lagda ord.

## Interna ligor och utmärkelser
Genom att vara aktiv på Betapet kan man spela sig till ett antal utmärkelser. Dels finns "Poängligan" där den som har högst rating leder. Dels finns "Matchligan" där den som för närvarande har spelat flest matcher leder. Vidare finns "Rullningstoppen" som är en lista där de högst poänggivande rullningarna listas tillsammans med vilken typ av bräde de rullades på. Slutligen finns "Elefantmedaljen" som fungerar som en vandringsmedalj; den vinner man genom att vinna en match mot den som för tillfället innehar medaljen.

## Betapet på engelska
Under 2006 lanserades Betapet på engelska. Ordlistorna som användes var den amerikanska officiella Scrabbleordlistan "Official Tournament and Club Word List" (TWL06) som används i USA, Kanada, Thailand och Israel; den andra ordlistan var "Sowpods", den officiella Scrabbleordlistan i övriga engelskspråkiga länder. Hösten 2008 stängdes den engelska versionen av Betapet.

## Betapet på norska
Under början av 2008 startades en norsk variant av Betapet av webbplatsen Aftenposten.no. Spelet går under namnet Ordspill. Det är tillåtet att lägga ord både på nynorska och på bokmål. De ordlistor som följs finns i sin helhet på Norska Ordbanks webbplats. Norsk Betapet saknar bokstäverna Ä, Ö, Z och C, men har i gengäld vissa bokstäver som saknas i svenska. Bokstäver i Ordspill som inte finns i det svenska spelet är:
- Æ (dock möjlig genom jokerbricka på svenska)
- Ø
- W (dock möjlig genom jokerbricka på svenska)

Bingo är (liksom på engelska) den norska motsvarigheten till en rullning.

## Betapet på danska
Betapet har en dansk version med namnet Ordjagt.

## Utmärkelser
Betapet delade på en andra plats i kategorin Årets bästa nöjessajt 2007 av Internetworld 2007. Betapet blev utnämnd till Sveriges sjunde bästa nöjessajt av Internetworld 2006.